# Ordynacja Przeworska Lubomirskich

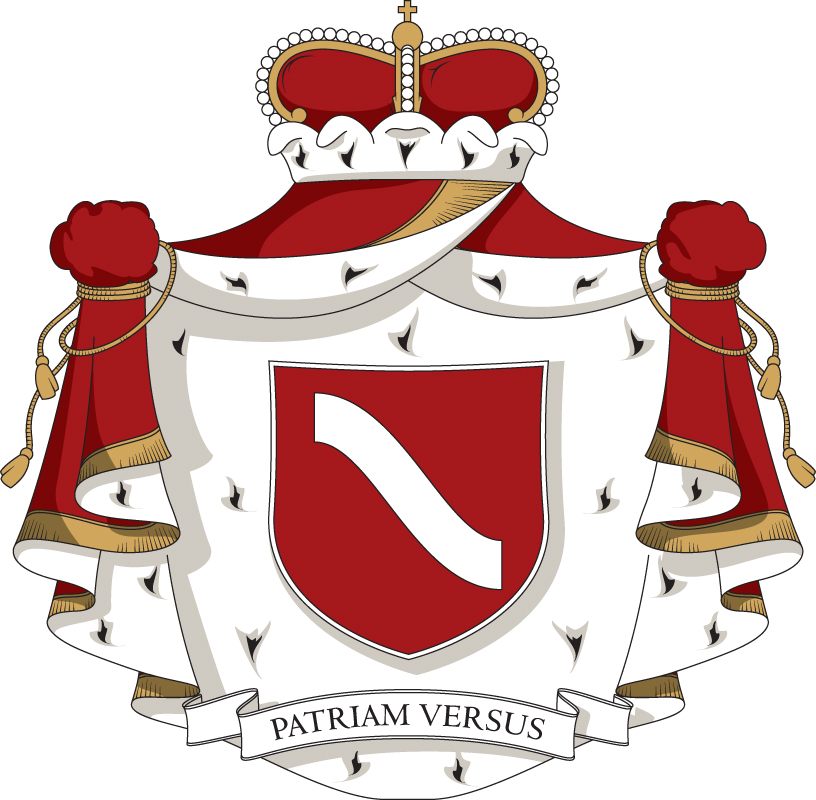
Herb Książąt Lubomirskich

Herb Miasta Przeworska

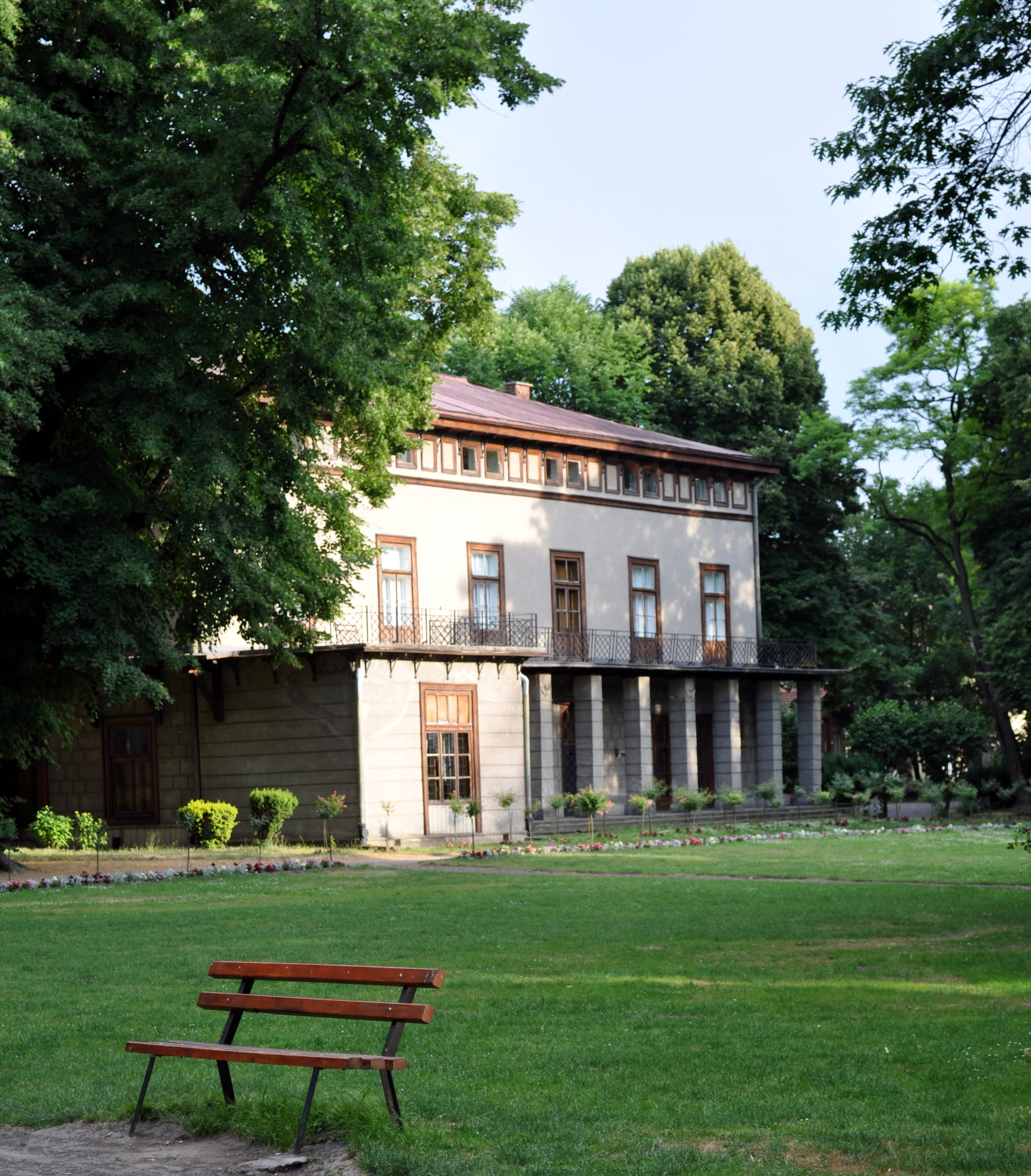
Pałac w Przeworsku – siedziba ordynatów

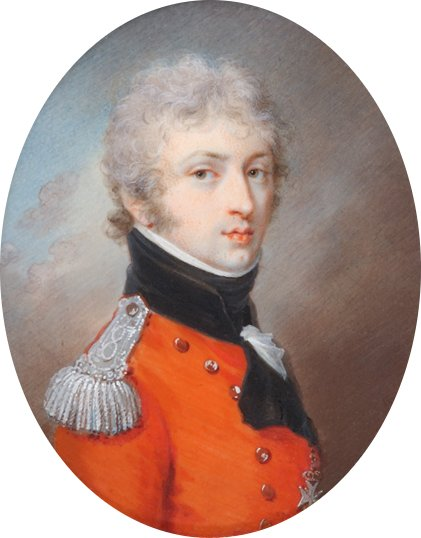
Henryk Lubomirski – pierwszy ordynat przeworski

Ordynacja Przeworska Lubomirskich – ordynacja rodowa, założona przez księcia Henryka Lubomirskiego w 1825, a zatwierdzona przez rząd austriacki w 1869.

## Historia

### Założenie ordynacji
Po śmierci ks. Izabeli Lubomirskiej w 1816 jej pałac w Wiedniu wraz z biblioteką i kolekcją dzieł sztuki oraz część zbiorów artystycznych z Łańcuta odziedziczył Henryk Lubomirski. W 1818 dobra te przeniósł do Przeworska, który wybrał na swoją siedzibę. 23 sierpnia 1825 utworzył z dóbr przeworskich ordynację. 4 sierpnia 1850 Henryk Lubomirski przedłożył władzom austriackim projekt Ustanowy Ordynackiej. Ostateczna wersja Ustanowy Ordynacji została spisana przez jego syna Jerzego Henryka Lubomorskiego 10 lipca 1866 i zatwierdzona przez rząd Austro-Węgier w 1869.

### Pałac przeworski centrum życia kulturalnego[1]
Z pałacu przeworskiego uczynił centrum życia kulturalnego i towarzyskiego oraz ośrodek muzealny (gromadził numizmaty, medale, broń, obrazy, druki i inne pamiątki historyczne). Pałac został przebudowany i zyskał nowy wystrój za czasów jego syna Jerzego Lubomirskiego. W obrębie zespołu pałacowo-parkowe funkcjonowały następujące obiekty: oficyna gościnna i kuchenna, mieszkanie rządcy, stajnie z powozownią i domem koniuszego, dwie oranżerie i dom ogrodnika. Podstawę gospodarczą ordynacji stanowiło 15 folwarków i liczne manufaktury.

### Działalność ks. Andrzeja Lubomirskiego[1]
Książę Andrzej Lubomirski objął ordynację w 1872. Za jego czasów Ordynację Przeworską uznano za najlepiej zagospodarowany majątek w Galicji. W 1895 wybudował w Przeworsku największą w Galicji cukrownię. Książę założył gorzelnie, fabrykę likierów i wódek (wytwarzano w niej m.in. alasz, rum krajowy, wiśniówkę, dereniówkę, żytniówkę, orzechówkę), mleczarnię, fabrykę serów, warsztaty mechaniczne, cegielnię, młyny parowe, tartaki i stolarnie.
W 1928 Administracja Zakładów Przemysłowych Andrzeja ks. Lubomirskiego w Przeworsku zarządzała następującymi jednostkami:
- Rafineria Spirytusu
- Fabryka Wódek, Likierów i Rumu
- Fabryka Serów Deserowych
- Cegielnia Parowa
- Fabryka Pustaków i Płyt Betonowych
- Olejarnia Parowa
- Młyny Walcowe i Motorowe
- Warsztaty Mechaniczne
- Stolarnia Motorowa.

Ordynacja przestała istnieć wraz z przejęciem władzy przez komunistów w 1944 i wejściem w życie dekretu o reformie rolnej.

## Obszar
Ordynacja obejmowała następujące dobra:

Dobra: miasto Przeworsk z przyległościami, folwarkiem Podzameckim, ze wsiami Budy czyli Przedmieście Przeworskie, Burdasz Dolny i Górny, folwarkiem Aleksandrowskim ze wsią Mokra Strona czyli Żurawiczki małe (stanowiącą w księgach tabuli krajowéj dwa ciała tabularne, Mokra i Strona), folwarkiem górnym i dolnym ze wsią Studzianą Górną i Dolną, folwarkiem Nowosieleckim ze wsią Nowosielce, folwarkiem Białobockim ze wsią Białoboki, folwarkiem Gackim ze wsią Gać, folwarkiem Markowskim ze wsią Markowa, folwarkiem Kosińskim ze wsią Kosina, folwarkiem Rogóźniańskim ze wsiami Rogoźno i Korniaktów, folwarkiem Gorliczyńskim ze wsiami Gorliczyna i Chałupki, folwarkiem Maćkówskim ze wsią Maćkówka, folwarkiem Dębowskim ze wsią Dębów, daléj wsią Zmysłówka z nowo utworzonym z wykorczowanych gruntów leśnych téj wsi folwarkiem Wesoła zwanym, w obwodzie Rzeszowskim leżące, z wszystkiemi do tychże dóbr należącemi rolami, łąkami pastwiskami, lasami i innemi gruntami, oraz ze wszystkiemi do posiadania tych dóbr przywiązanemi prawami.

## Ordynaci[2]
Każdy ordynat przeworski musiał spełniać następujące warunki:
- być wyznania rzymskokatolickiego,
- znać język polski,
- nosić strój polski przynajmniej w czasie uroczystości,
- jeżeli nie pochodził z rodu Lubomirskich miał przyłączyć do nazwiska człon Lubomirski,
- sprawować mecenat nad Zakładem Narodowym im. Ossolińskich,
- mieć stałe zamieszkanie w części kraju, w której znajduje się miasto Przeworsk lub Zakład Narodowy im. Ossolińskich,
- mianować w chwili obejmowania ordynacji administratora wraz z zastępcą.

## Lista ordynatów
1. Henryk Lubomirski (1777-1850)
2. Jerzy Henryk Lubomirski (1817-1872)
3. Andrzej Lubomirski (1862-1953)

## Literatura
- Małgorzata Wołoszyn, Historia Ordynacji Przeworskiej Książąt Lubomirskich, Katalog wystawy, Rzeszów 2017, - wersja elektroniczna